# Arden-Arcade
Arden-Arcade ist ein census-designated place (CDP) im Sacramento County im US-Bundesstaat Kalifornien mit 94.659 Einwohnern (Stand: 2020).

## Lage
Die geographischen Koordinaten sind: 38,60° Nord, 121,38° West. Das Gebiet von Arden-Arcade hat eine Größe von 49,2 km². Der Ort ist ein Census-designated place und ein Vorort von Sacramento. Es liegt am American River. Neben dem Fluss wird Arden-Arcade durch die Straßen Ethan Way, Auburn Boulevard und die Mission Avenue begrenzt. Die Interstate 80 (oder Highway 50) bietet eine gute Verbindung in das Zentrum Sacramentos. Gleichzeitig können die Erholungsgebiete am Folsom Lake und am Lake Tahoe gut erreicht werden.

## Bevölkerung
2017 wohnten in Arden-Arcade 100.573. 54,9 % der Einwohner waren Weiße, 20,5 % Latinos, 9,4 % Afroamerikaner und 7,4 % gehörten zwei oder mehr ethnischen Gruppen an.
Das Medianeinkommen pro Haushalt war $48.812 und pro Person $30.785. Die Armutsquote betrug 19,7 %. Der Ort weist das größte Wohlstandsgefälle von Orten in Kalifornien auf. Während arme Personen in der letzten Zeit in den Westen Arden-Arcades strömten und Flüchtling hier angesiedelt wurden, leben im Ostteil am Fluss wohlhabende Personen.

## Geschichte
Das heutige Arden-Arcade war ursprünglich Siedlungsgebiet der Nisenan vom Volk der Maidu. Später überschrieb die Regierung Mexikos 1843 das Gebiet als Teil der Rancho del Paso John Sutter. Es blieb lange sehr ländlich. Der Name leitete sich von einer Bahnstation ab, die in den 1880ern zum Transport von Pferden genutzt wurde. 1914 bekam das Gebiet mit der Arden Elementary School eine Grundschule. Die Erschließung als Wohngebiet begann nach dem Zweiten Weltkrieg in den 1940ern. Ein zweiter Schub an Aufteilung des Landes erfolgte in den 1960ern. 1963 wurde die Rio Americano High School gegründet und zwei Jahre später auch eine Middle School. Der Versuch das gemeindefreie Gebiet zur Stadt zu erheben scheiterte 2010 in einer Volksabstimmung.